# Zachary Zorn
Zachary Zorn (né le 10 mars 1947 à Dayton) est un nageur américain. Lors des Jeux olympiques d'été de 1968 disputés à Mexico, il remporte une médaille d'or au relais 4 x 100 m nage libre, battant au passage le record du monde avec Stephen Rerych, Ken Walsh et Mark Spitz. Il termine également huitième du 100 mètres nage libre durant ces Jeux.

## Palmarès
- médaille d'or au relais 4 x 100 m nage libre aux Jeux olympiques de Mexico en 1968
- médaille d'argent au 100 m nage libre aux Jeux panaméricains de 1967